# Železniční trať Kłodzko – Kudowa-Zdrój – Náchod
Železniční trať Kłodzko – Kudowa-Zdrój – Náchod (v Polsku je provozovaný úsek označen číslem 309)
je vedlejší trať v Kladsku. Vede ze stanice Kłodzko na trati Wrocław – Międzylesie do lázní Kudowa-Zdrój. Trať do konce 2. světové války pokračovala až do Slaného, jen několik set metrů od české hranice, a na samém konci druhé světové války byl otevřen i přeshraniční úsek do Náchoda. Ten byl v provozu jen několik dní, poslední vlak zde projel 12. května 1945. Přestože původně se počítalo s obnovením provozu, již v následujících 2 letech byly koleje na obou stranách hranice vytrhány.

## Historie
Trať byla otevírána postupně, jako první byl 15. prosince 1890 zprovozněn úsek Neu Glatz (nyní Kłodzko Nowe) – Rückers Szczytna. Následovalo otevření úseku Rückers – Reinerz (Duszniki Zdrój) 1. prosince 1902, Reinerz – Kudowa Kudowa-Zdrój-Sackisch (Zakrze) 10. července 1905 a Kudowa-Sackisch – Schlaney (Słone).
Dne 20. dubna 1945 byl dán do provozu přeshraniční úsek Schnellau (do roku 1936 Schlaney) – Náchod (ale nikoli pro veřejnou osobní dopravu), ale v květnu téhož roku, tedy v závěru 2. světové války byla trať zlividována a již nikdy nebyla obnovena. V příhraničním úseku Bad Kudowa-Sackisch (tj. někdejší Kudowa-Sackisch a budoucí Kudowa-Zdrój) – Schnellau byla osobní doprava zastavena v roce 1942, v roce 1945 pak byl tento úsek také zlikvidován.
Dne 3. března 2010 byly kvůli špatnému stavu kolejového svršku vlaky nahrazeny náhradní autobusovou dopravou vlaky mezi Kłodzkem a Kudowou. Na polské straně hranic se na mnoha místech zachovalo původní traťové těleso zrušeného úseku Kudowa – Náchod a jedna z budov zrušeného nádraží v Słone, na české straně se násep vedoucí k dřevěnému mostu přes Metuji nezachoval.
Po rekonstrukci části trati (úsek Duszniki-Zdrój – Kudowa-Zdrój), která byla ukončena v roce 2013, došlo k obnovení provozu. Dopravu na trati v současné době zajišťuje společnost Koleje Dolnośląskie.